# Antonio Hernández Palacios
Antonio Hernández Palacios (Madrid, España, 16 de junio de 1921-ib., 29 de enero de 2000), fue un pintor e historietista español, creador de las series Manos Kelly y El Cid, entre otras.

## Biografía

### Inicios
Nació en Madrid en 1921 y se formó en la Escuela de Bellas Artes de San Fernando, donde recibió clases de Vázquez Díaz, junto con otros artistas como Jorge Oteiza, Pedro Mozos o Francisco Cossío. 
La Guerra Civil interrumpió su carrera y a su término se inició en la ilustración de carteles cinematográficos que le proporcionaron un gran dominio del espacio plástico y una cierta tendencia a la monumentalidad. Dibujará también alguna historieta, como los dos capítulos de El Capitán Maravillas (Valenciana, 1943). No obstante, la mayor parte de su vida profesional transcurrió durante estos años, y hasta finales de los 60, trabajando en el campo publicitario, donde llegó a alcanzar gran prestigio y renombre.

### La madurez
Hastiado, sin embargo, de una actividad que era demasiado exigente en ocasiones y le resultaba muy rutinaria, e influido por las nuevas corrientes tebeísticas que llegaban del otro lado de los Pirineos, Hernández Palacios decidió volver su mirada nuevamente hacia el mundo de la historieta, que ya había transitado antes de manera un tanto esporádica. De este modo, preparó unas cuantas planchas de tres posibles series que abordaban la temática policíaca (Nuri Eva), histórica (El Cid) y de western (Manos Kelly) y las presentó a la revista Trinca, que acababa de hacer su aparición en el mercado editorial español. Fue a partir de ese momento, 1970, cuando su trabajo comenzó a ser más conocido. En Trinca terminaron apareciendo publicados los títulos de Manos Kelly y El Cid, así como una nueva serie La paga del soldado caracterizadas todas ellas por un dibujo espectacular y opulento, bastante superior al nivel de sus guiones.
Estos trabajos en Trinca le abrieron las puertas del mercado europeo y en 1974 comenzó a dibujar la serie del oeste Mac Coy para la editorial francesa Dargaud, título que habría de ser publicado en España por Grijalbo y del que llegó a realizar 21 álbumes.
Paralelamente a este western, realiza diversos trabajos para la colección Imágenes de la Historia de la editorial Ikusager, iniciando en plena Transición política una serie sobre la guerra civil española que había pensado desarrollar en unos veinte volúmenes, de los que solo vieron la luz finalmente cuatro, titulados respectivamente Eloy, uno entre muchos (1979), Río Manzanares (1979), 1936, Euskadi en llamas (1981) y Gorka Gudari (1987). Para la misma editorial dibuja también Roncesvalles (1980) —un soberbio fresco histórico sobre la mítica derrota infligida al ejército del rey franco Carlomagno— y concluye La toma de Coímbra (1982), tercer álbum de su serie El Cid, que había dejado inconcluso en la revista Trinca por el cierre de esta. En 1984 realizaría La cruzada de Barbastro, cuarto y último álbum de esta misma serie, que también estaba pensada para muchos volúmenes y quedó igualmente inacabada al morir el autor.

## Obra en castellano

### Doc Savage
Madrid. Rollán. 1961

### Mac Coy
Todos editados por Dargaud menos el último (1978-1999)
- La leyenda de Alexis Mac Coy
- Un tal mac Coy
- Trampas contra Mac Coy
- El triunfo de Mac Coy
- Wanted Mac Coy
- La muerte blanca
- Traficantes de cabelleras
- Little Big Horn
- El cañón del diablo
- Fiesta en Durango
- Camerone
- El forajido
- Las colinas del miedo
- El desierto de los locos
- Mescaleros Station
- El fantasma del español
- Terror Apache
- El baúl de los sortilegios
- La carta de Hualco
- Patrulla lejana
- Tras la pista de Miss Kate (Norma Editorial)

### Manos Kelly
- La leyenda de Manos Kelly. Serie de Trinca y Saloon. Álbum de  Doncel (1971)
- La tumba de oro. Serie de Trinca. Álbum de Doncel (1972)
- La montaña del oro. Serie de Trinca. Álbum de Doncel (1973)
- La guerra Cayuso.  Álbum de Rambla (1984)

Existe una historia de Manos Kelly de 16 páginas que apareció publicada en los números 0 y 1 de la revista Saloon.

### El Cid
- Sancho de Castilla. Serie de Trinca (1971). Álbum de Doncel (1972) e Ikusager (1982)
- Las cortes de León. Serie de Trinca (1972). Álbum de Doncel (1973) e Ikusager (1982)
- La toma de Coímbra. Serie de Trinca (1973). Álbum de Ikusager (1982)
- La cruzada de Barbastro. Álbum de Ikusager (1984)

### La paga del soldado
- Serie de Trinca (5 episodios autoconclusivos de 4 páginas cada uno, narra hechos heroicos de la milicia española) (1972)

### La guerra civil española
- Eloy, uno entre muchos. Álbum de Ikusager (1979)
- Río Manzanares. Álbum de Ikusager (1979)
- 1936, Euskadi en llamas. Álbum de Ikusager (1979)
- Gorka Gudari. Álbum de Ikusager (1987)

### Roncesvalles
Álbum realizado para Ikusager (1980)

### El Libertador. Simón Bolívar
Álbum realizado para Ikusager (1987)

### Drako de Gades
- Drako de Gades. Serie de Rumbo Sur con 6 episodios que se publicaron entre 1984 y 1991.
- Los Gazules de Sevilla. Álbum publicado íntegramente en la revista Osinvito (2004). Publicación póstuma de un trabajo realizado en 1991.

### Garin
Historieta de 16 páginas, humorístico medieval al estilo de Drako, que publicó en la revista francesa Pif Gadget (1977)

### Los cantos de Maldoror
Historieta de 16 páginas publicada en el Metal Hurlant español n.º 11 (1982)

### Relatos del Nuevo Mundo
- El primer viaje de Colón. Una candela lejana. Álbum de Planeta DeAgostini (1992)
- El virreinato de Colón. La cruz y la espada. Álbum de Planeta DeAgostini (1992)
- La conquista de Nueva España. El oro y la sangre. Álbum de Planeta DeAgostini (1992)

### Conmemoración de los Centenarios de Felipe II y Carlos V
- Carlos V. Sociedad estatal para la Conmemoración de los Centenarios de Felipe II y Carlos V. Álbum de Grupo Pandora (1999)
- Felipe II. Sociedad estatal para la Conmemoración de los Centenarios de Felipe II y Carlos V. Álbum de Grupo Pandora (1999)

### Portafolios
- El viejo oeste  Edición limitada de 1000 ejemplares 10 láminas de 44x32 (5 soldados y cinco indios) Norma Editorial (1981)

### Postales
- Postales de Tafalla Dos pequeños estuches con 6 ilustracionesa cada uno Altaffaylla Kultur Taldea 1997

## Valoración
En palabras de Javier Coma, tanto la serie sobre la guerra civil española como Roncesvalles son "obras de protagonismos eminentemente colectivos, libradas a una visión épica y, al mismo tiempo, racional de la Historia, resultantes de una ardua concepción y realización," que "asientan sus valores en una puesta en escena cuyas ideas llegan a sobrepasar incluso la palpable capacidad de Palacios para conceder a sus imágenes en color una notable vibración interna."
Jesús Cuadrado, por su parte, ha destacado su "autodidactismo técnico, aunque desaforado y acrítico".